# 에어 아스타나
에어 아스타나(카자흐어: Эйр Астана, 영어: Air Astana)는 카자흐스탄 알마티에 기반을 두고 있는 항공사로 카자흐스탄 항공의 뒤를 이어 카자흐스탄의 국적 항공사가 되었다. 국내선과 국제선 항로를 운영하고 있으며 허브 공항은 누르술탄 나자르바예프 국제공항과 알마티 국제공항이 있다. 카자흐스탄 정부가 51%, BAE 시스템즈가 49%의 지분을 가지고 설립된 조인트 벤처이다.

## 역사
2001년 9월 설립했으며 2002년 5월 보잉 737기 3대를 처음 도입했다. 2004년 보잉 757기 3대를 추가로 도입했으며, 같은 해 도입한 포커 50 기종 5대는 주로 국내선 노선에 취항했다. 카자흐스탄 정부가 2004년 2월 카자흐스탄 항공을 폐업시키고 기존의 모든 노선을 위임 하면서 국적 항공사가 되었다. 영국의 다국적 항공방위업체인 BAE 시스템즈와 카자흐스탄 정부가 지분을 각각 49%와 51% 소유한 합자회사 형태로 존재한다.
2010년 독일의 항공사인 루프트한자와 업무 제휴를 맺고 두 항공사의 노선을 서로 공유하기 시작했다. 2010년 취항한 노선은 바쿠, 노보시비르스크, 쿠알라룸푸르가 있다. 루프트한자와 제휴를 맺은 후 방콕, 프랑크푸르트, 이스탄불, 모스크바 국제선 노선의 승객이 증가했다.
대한민국에는 2003년 12월 15일 인천 - 알마티 노선을 취항하였다. 2015년 6월 2일에는 인천 - 아스타나 노선을 추가로 취항했다. 현재 서울(인천) - 아스타나, 알마티 노선을 아시아나항공과 공동운항하고 있으며, 2014년에 아시아나항공과 MOU를 체결하여 공동운항를 확대하였다. 현재 아시아나클럽에는 에어 아스타나의 노선 중 서울(인천) - 아스타나, 알마티 노선에 한하여 마일리지 적립이 가능하다.

## 운항 노선
- 2012년 8월 기준으로 아스타나 항공은 다음과 같은 노선을 운항하고 있다.

### 코드쉐어 협정
- 에어 아스타나는 다음과 같은 항공사와 코드쉐어 협정을 체결하고 있다.[4]

| - KLM (스카이팀) - LOT 폴란드 항공 (스타얼라이언스) - S7 항공 (원월드) - 루프트한자 (스타얼라이언스) - 방콕 항공 - 아시아나항공 (스타얼라이언스) - 에어 인디아 (스타얼라이언스) - 에어 프랑스 (스카이팀) - 에티하드 항공 - 우크라이나 국제항공 | - 캐세이퍼시픽 항공 (원월드) - 터키항공 (스타얼라이언스) |  |

### 인터라인 협정
- 에어 아스타나는 다음과 같은 항공사와 인터라인 협정을 체결하고 있다.[4]

| - KLM (스카이팀) - LOT 폴란드 항공 (스타 얼라이언스) - MIAT 몽골 항공 - S7 항공 (원월드) - TAROM (스카이팀) - 가루다 인도네시아 항공 (스카이팀) - 대한항공 (스카이팀) - 델타 항공 (스카이팀) - 로열 요르단 항공 (원월드) - 루프트한자 (스타 얼라이언스) | - 말레이시아 항공 (원월드) - 방콕 항공 - 베트남 항공 (스카이팀) - 벨라비아 항공 - 사우디아라비아 항공 (스카이팀) - 산둥 항공 - 스리랑카 항공 (원월드) - 싱가포르 항공 (스타 얼라이언스) - 아시아나항공 (스타 얼라이언스) - 아에로플로트 (스카이팀) | - 아제르바이잔 항공 - 아크케스 레일 - 에미레이트 항공 - 에어 몰타 - 에어 발틱 - 에어 인디아 (스타 얼라이언스) - 에어 프랑스 (스카이팀) - 에티하드 항공 - 엘알 이스라엘 항공 - 영국항공 (원월드) | - 오스트리아 항공 (스타 얼라이언스) - 우즈베키스탄 항공 - 우크라이나 국제항공 - 유나이티드 항공 (스타 얼라이언스) - 이집트 항공 (스타 얼라이언스) - 일본항공 (원월드) - 전일본공수 (스타 얼라이언스) - 조지아 항공 - 중국남방항공 - 체코 항공 (스카이팀) | - 카타르 항공 (원월드) - 캐세이퍼시픽 항공 (원월드) - 케이맨 항공 - 콴타스 항공 (원월드) - 타이 항공 (스타 얼라이언스) - 터키항공 (스타 얼라이언스) - 필리핀 항공 - 하이난 항공 - 한 에어 - 홍콩 항공 |  |

## 보유 기종
- 2025년 3월 기준으로 에어 아스타나는 다음과 같은 기종을 보유하고 있다.[5][6]

## 사진

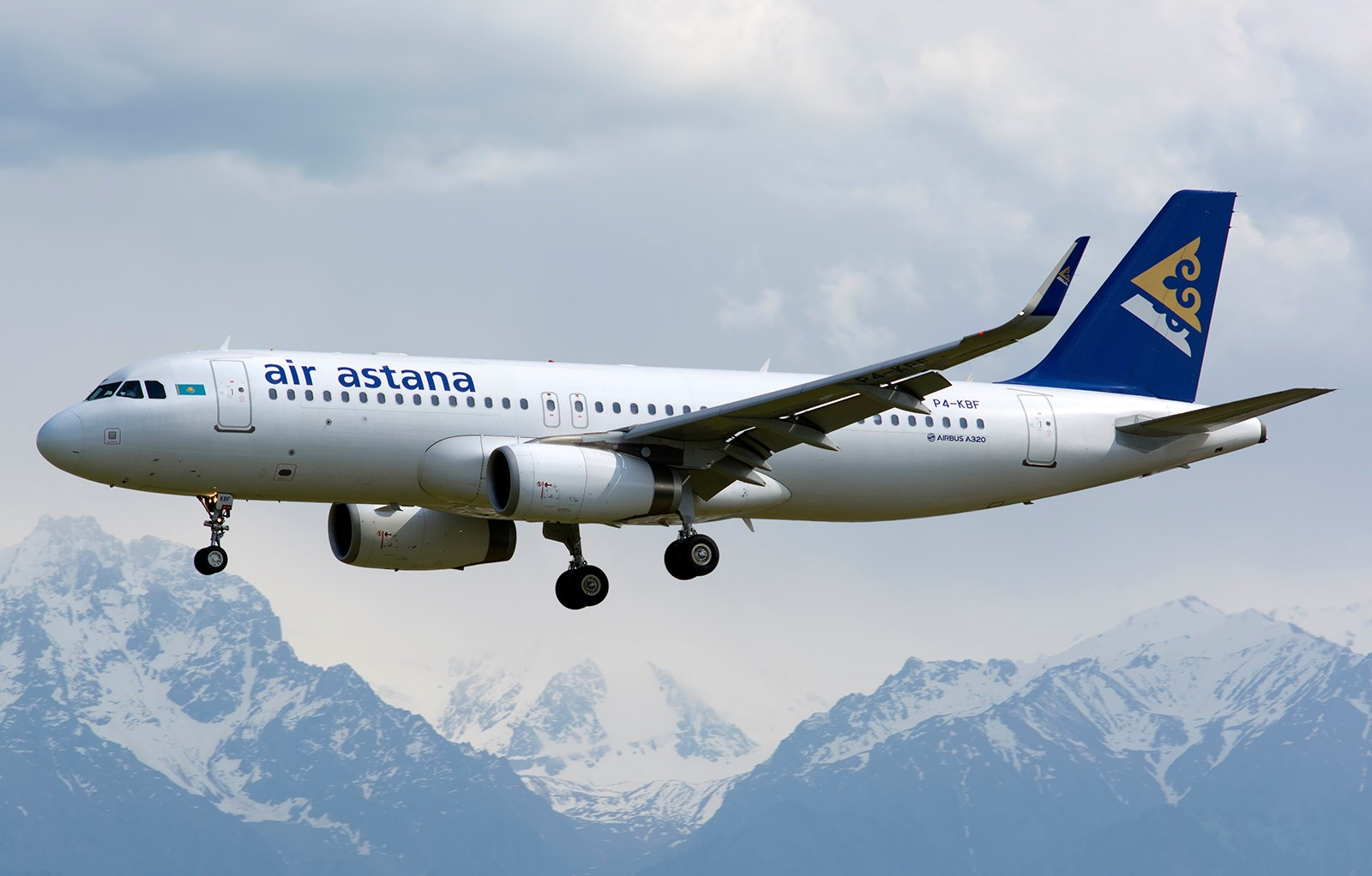
아스타나 항공의 에어버스 A320-200
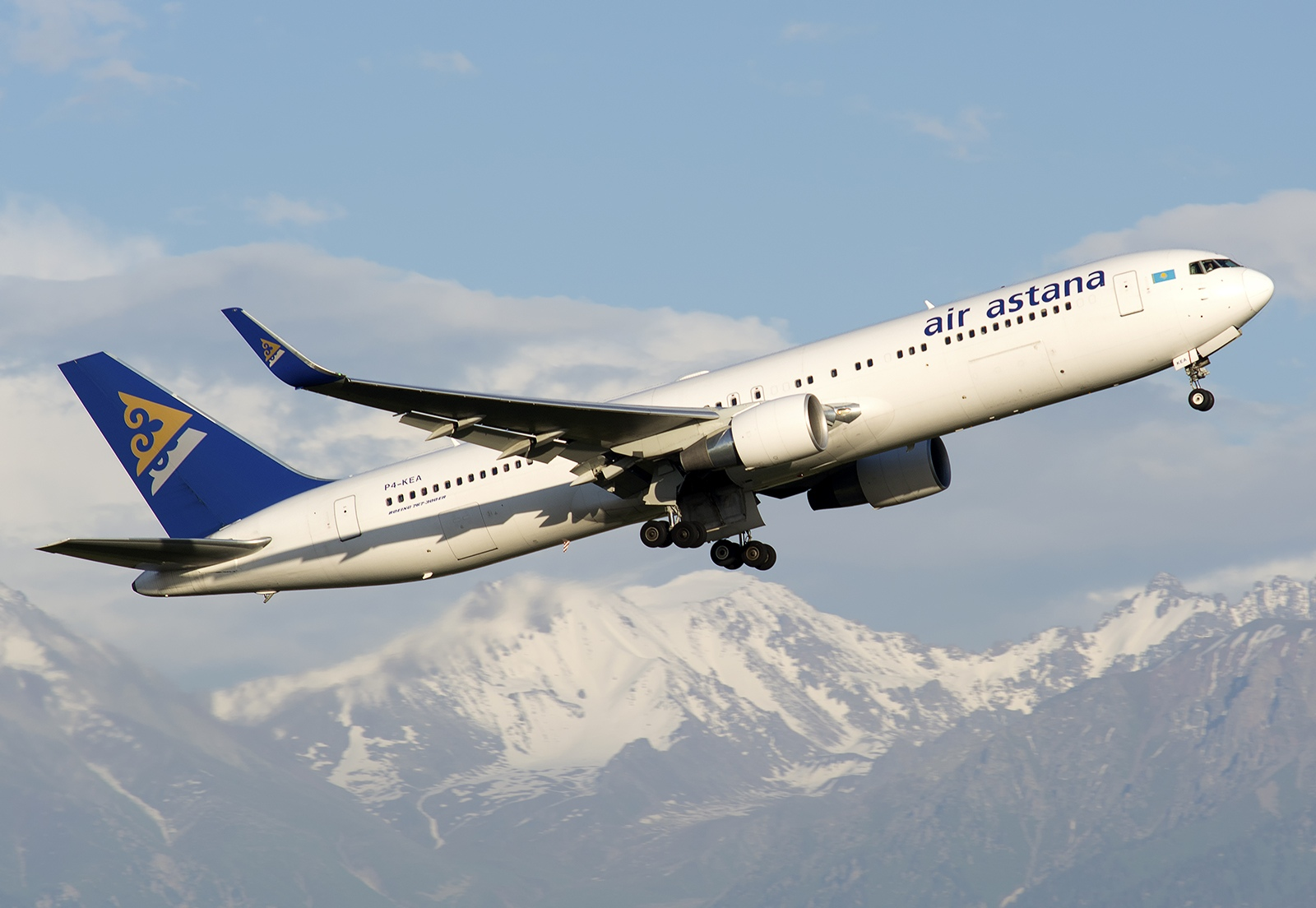
아스타나 항공의 보잉 767-300ER